# Емборе
Емборе (грч. Εμπόριο) је насељено место у општини Еордеја у периферији Западна Македонија, Грчка. Према попису из 2021. године било је 744 становника.
Према бугарском географу и историчару, Василу Канчову, у Слпову је 1900. године живело 1.320 Словена хришћана и 200 Турака. Године 1924. турско становништво је принудно исељено у Турску а на њихово место су насељене грчке избегличке породице из Турске, укупно 182 особе. На попису из 1928. године Емборе је имало 1.078 становника, од чега Словени чине апсолутну већину.